# Museu da Lâmpada

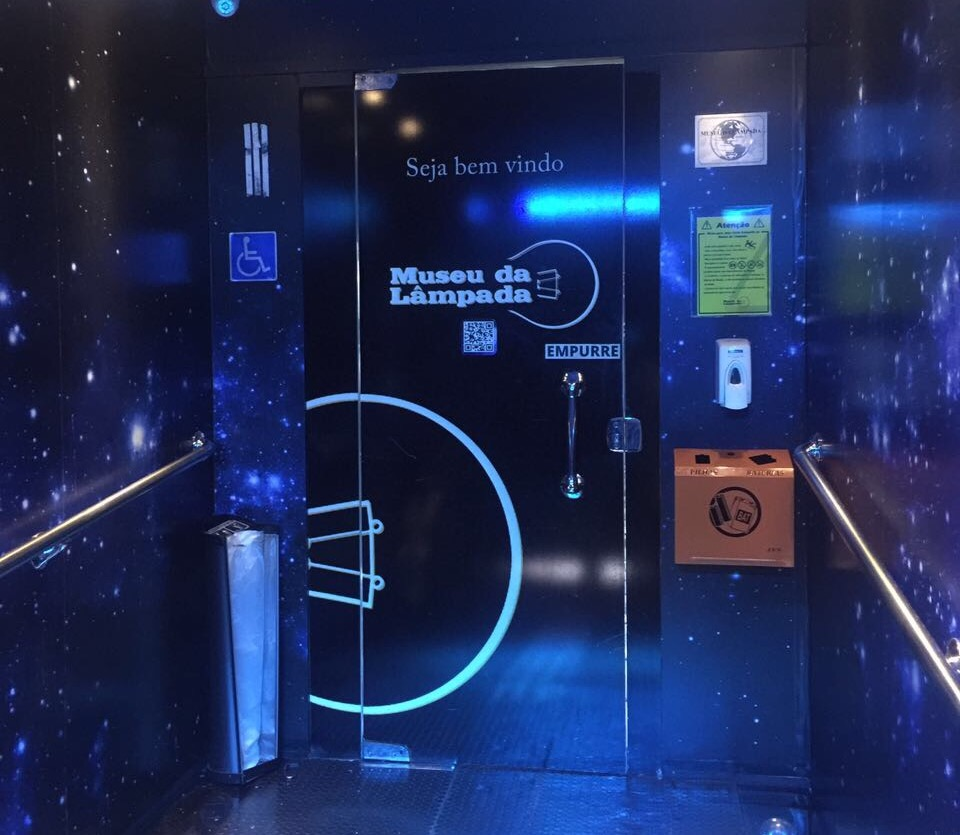
Porta de acesso ao museu

O Museu da Lâmpada, localizado na cidade de São Paulo (no Jabaquara), é um dos mais recentes museus da cidade, criado e inaugurado dia 15 de abril de 2012 pelos sócios fundadores da GIMAWA, sendo esta uma das principais revendedoras de materiais elétricos, projetos e consultoria na área. A empresa possui artigos que contam a história da iluminação e da lâmpada desde a pré-história.
Fundado por integrantes de uma distribuidora de material elétrico da cidade, possui em seu acervo mais de 40 objetos datados desde 1900, dedicados a contar a história da iluminação e da lâmpada elétrica durante a existência da humanidade, a começar da descoberta do fogo, invenção da lâmpada, até a evolução das mais modernas tecnologias em iluminação, por meio de uma linha do tempo.
O museu possui um teto iluminado por fibra ótica, que aparenta ser um céu estrelado, o qual o turista é livre para realizar um teste interativo para compreender como funciona a percepção da cor por meio da luz e aprender também sobre processos de reciclagem e atualidades sobre sustentabilidade.
Em 2013, o museu abriu o espaço Thomas Edison, destinado a contar a vida e as invenções do criador da lâmpada elétrica. A nova instalação é uma réplica do ambiente de trabalho do inventor. Para os visitantes com deficiência visual, o museu disponibiliza áudio-guias com informações sobre a exposição, descrição das salas e dos trajetos.
Hoje o museu é cadastrado no IBRAM - Instituto Brasileiro de Museus.

## História
O Museu da Lâmpada foi criado por Gilberto Pedrone e Wladimir  Pedrone, donos da GIMAWA, pois havia um interesse mutuo por iluminação, a empresa adquiriu  este nome por conta da união de três irmãos da família Pedrone no negocio de revendimento de material elétrico, o terceiro irmão Marcos Pedrone não teve partição na construção do museu. E com esse interesse dos outros dois irmãos por iluminação e por haver uma parte inocupável acima da sede da loja GIMAWA localizada na cidade de São Paulo no distrito Jabaquara, constituíram o Museu da Lâmpada. O museu é privado e  por tanto para entrar-se tem que fazer uma doação de alimentos não perecíveis que vão para as instituições . Havia dois Museus da Lâmpada; um deles, localizado na cidade litorânea de Santos no estado de São Paulo, foi todavia recentemente fechado.
O museu é totalmente educacional e abre para a visitação de diversas universidades e escolas, fazendo com que os visitantes possam ter um contato com a história da iluminação, de forma educativa e dinâmica. Sendo que o acervo do museu foi-se quase integralmente constituído por doações de instituições e até mesmo de pessoas.
Nos dias 11 de fevereiro de todos os anos é notório que o museu abre uma exposição diferenciada por ser aniversario de Thomas Edison, e foi dedicado diversas histórias e exposições sobre o cientista.

### GIMAWA
A GIMAWA é uma empresa revendedora de material elétrico, criada em 1986, por três irmãos Gilberto Pedrone, Marcos Pedrone e Wladimir Pedrone  contendo  em sua sede aproximadamente 3000m², localizando esta no distrito Jabaquara em São Paulo, tendo em vista que localiza-se no mesmo local em que o museu da lampada, por conta de os irmãos Gilberto e Wladimir terem construído o museu por um interesse de ambos em iluminação. Nota-se também que a empresa GIMAWA que arca com despesas e a manutenção do museu, pois apesar de o museu ser privado a entrada deste é uma contribuição alimentícia que vai para instituições, ou seja não o museu não tem fins lucrativos. A empresa GIMAWA está localizada em mais três outros lugares como Praia Grande cidade litorânea do estado de São Paulo, Diadema em São Paulo e Bertioga.

## Acervo

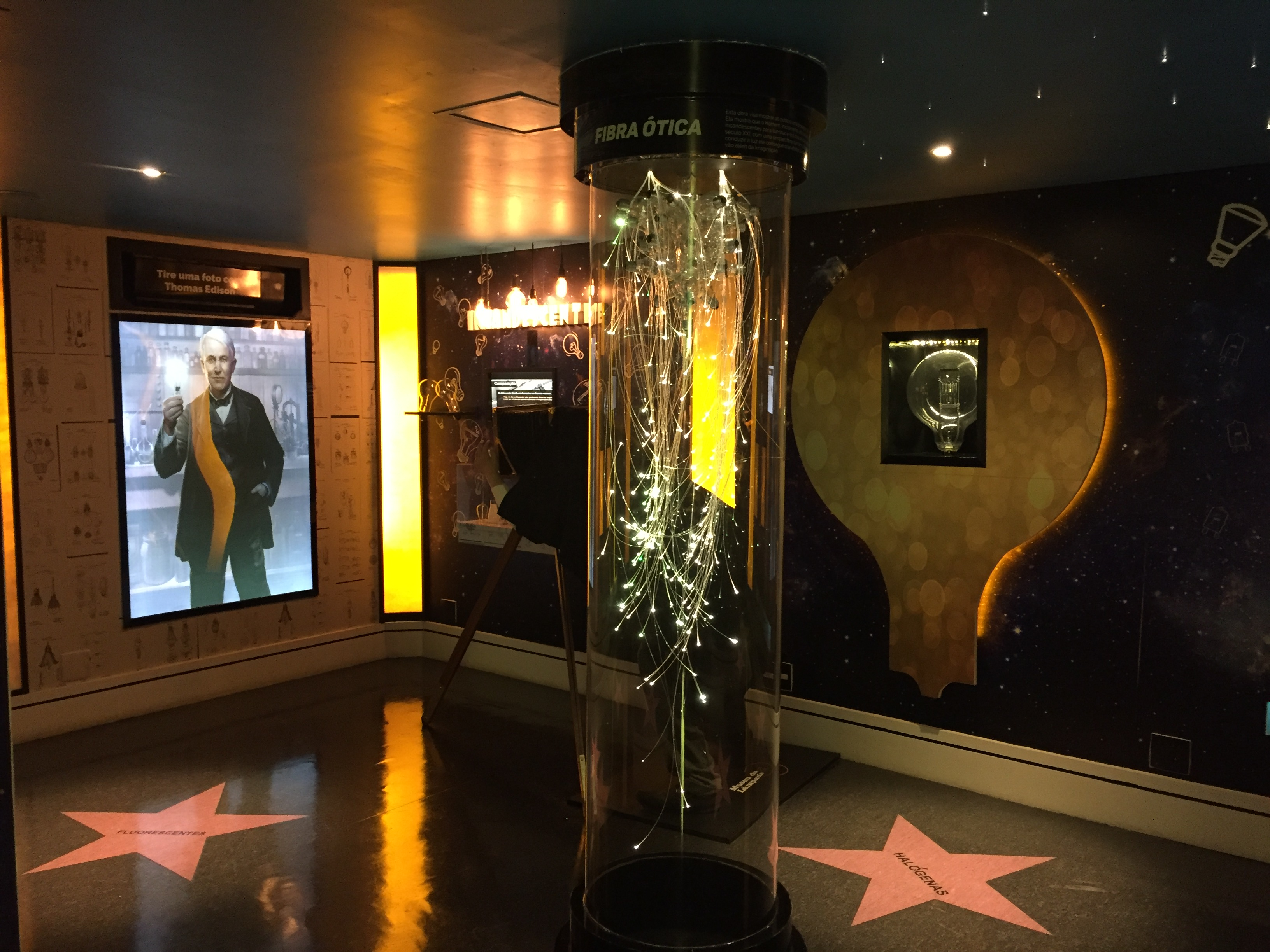
salão principal

No museu encontram-se diversas obras, pesquisas e equipamentos que visão contar a história da iluminação fazendo uma linha do tempo desde a pré-história em que era fogo no paleolítico até os dias atuais com modernas lâmpadas de LED, uma das maiores atrações do acervo é a replica do laboratório de Thomas Edison, todas as obras contem descrições feitas por equipes terceirizadas para a melhoria do entendimento das peças que contem no museu, e algumas das peças são dinamizadas para interagir com o público, como materiais de lampadas descontaminadas e mercúrio, que tem por finalidade não ser somente interativo e atrativo mas também conscientizar o público com questões ambientais, como economia de energia, reciclagem e descontaminação.
O acervo conta com peças produzidas no século XIX, há aproximadamente 70 modelos de lâmpadas , a peça mais antiga do museu é a lamparina do ano de 1800.

O museu contem um auditório que tem como objetivo ter palestras para as universidades e escolas que o visitam para fins educativos. 

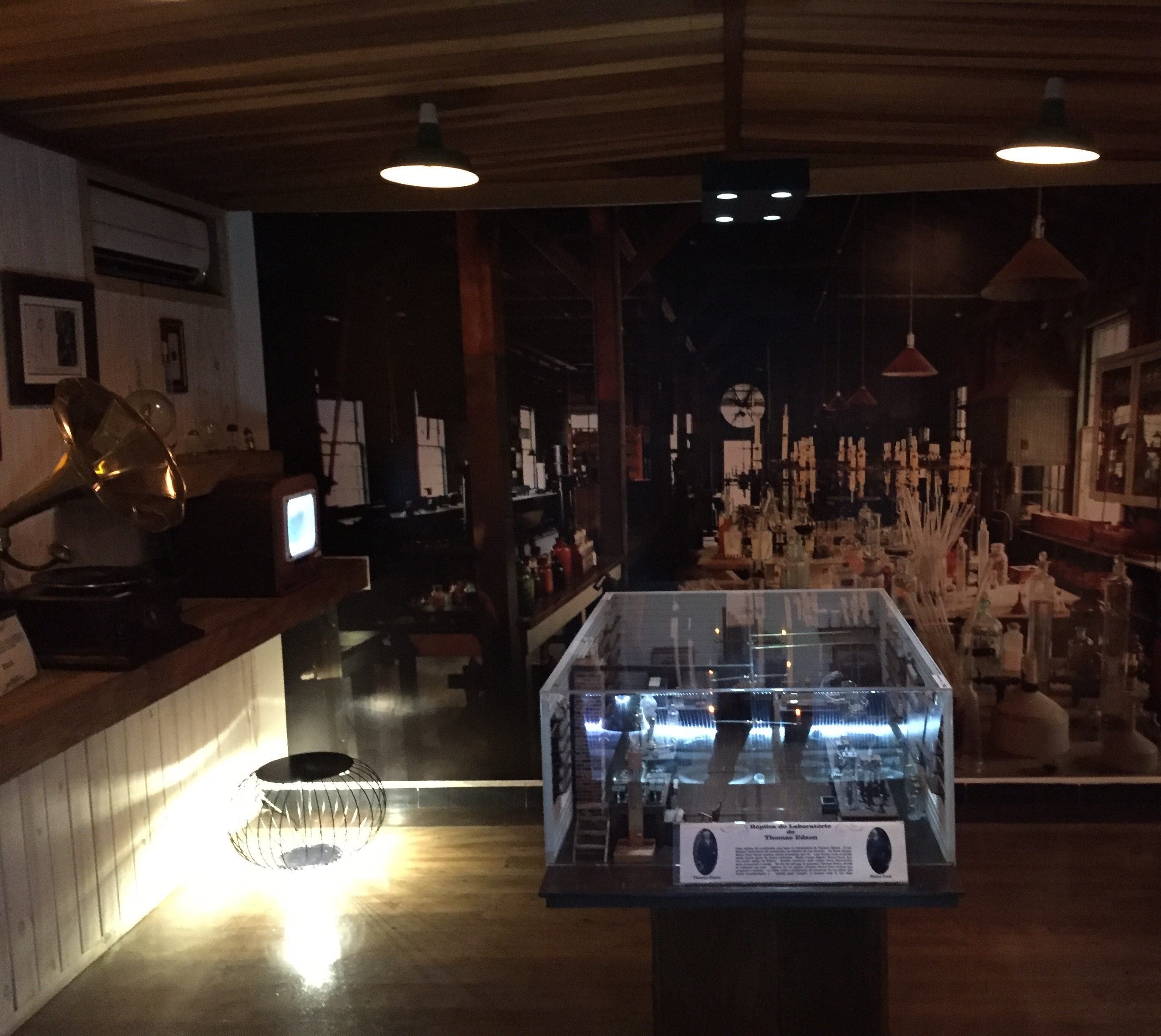
à réplica Laboratório de Thomas Edison

### Laboratório de Thomas Edison (Réplica)
Essa réplica foi construída com base no laboratório de Thomas Edison. O verdadeiro laboratório foi construído no interior de uma casa em Nova Jersey. Nesse local foram criadas invenções, um tempo depois Henry Ford que era muito amigo de Edson resolveu fazer a réplica homenageando o amigo , para que sempre houvesse uma recordação do inventor.
Thomas Edison é notoriamente representado no museu por seu grande invento, a lâmpadas incandescente, o cientista estadunidense foi o percursor da invenção da lâmpada, embora houvesse diversos cientistas que tentaram obter exito partindo do proposito da invenção de Thomas, foi ele que conseguiu patentear a ideia e comercializa-la, transformando-o desta forma ele na maior imagem do Museu da Lâmpada.

### Nicho de livros educativos

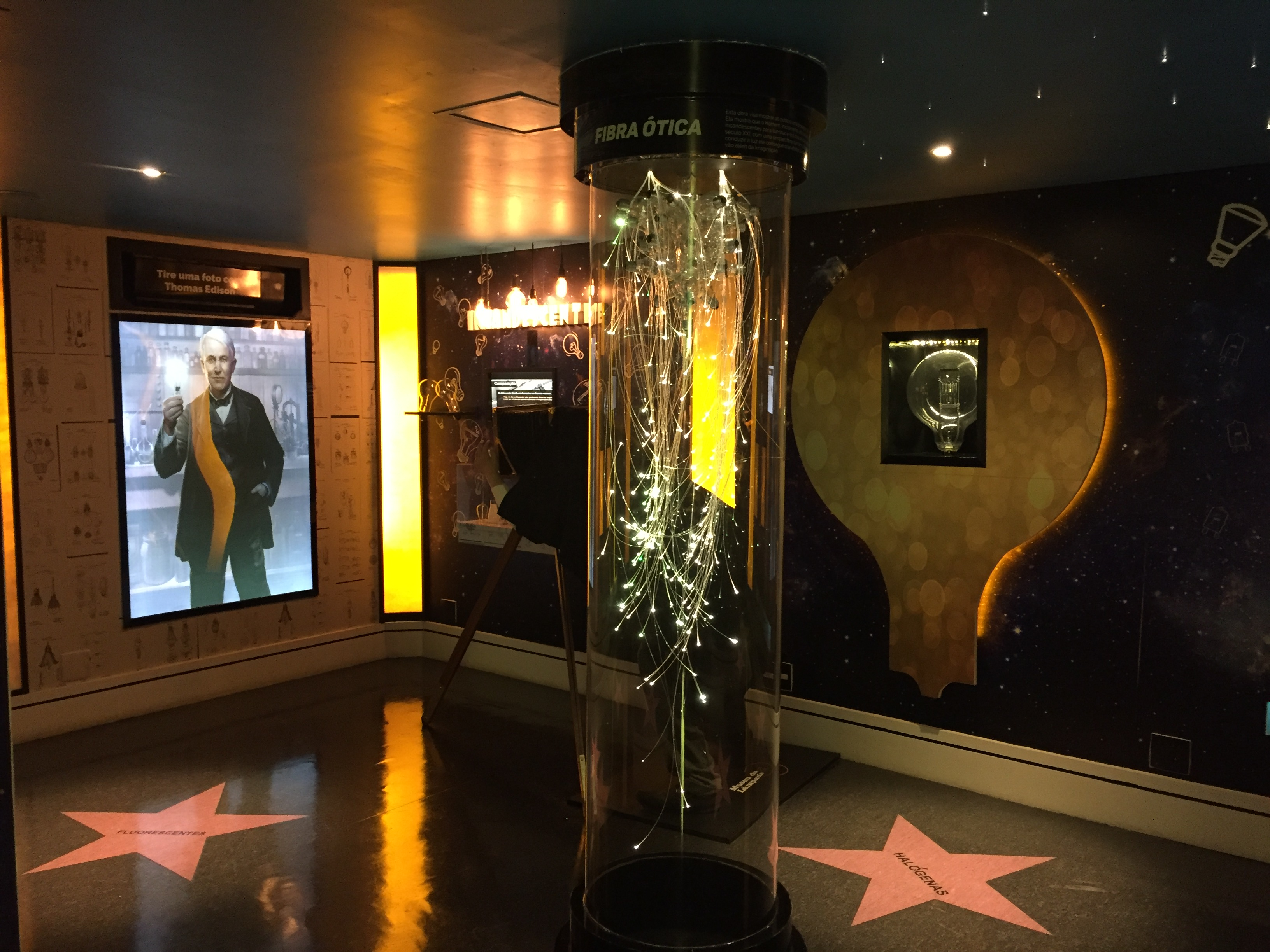
Thomas Edison patenteia seu projetor de filmes.

Há no museu um acervo de livros que se localiza dentro de um nicho em formato de lâmpada para que facilite a compreensão de  públicos mais jovens, com diversas histórias do processo da iluminação. Visando a dinamicidade com crianças e jovens que tem uma dificuldade no acompanhamento do conteúdo do museu.Ao lado do nicho de livros educativos, temos um espaço reservado para explicar como as lâmpadas passam pelo processo de reciclagem, virando um lixo sustentável. A GIMAWA se responsabiliza em recebe.
No museu há um espaço em que fica um  boneco na posição para tirar um foto com uma câmera chamada Cinetoscópio, que nada mais é que um projetor de filmes. Mais um espaço interativo do museu, pois em frente à câmera temos a projeção de Thomas Edison que podemos simular uma foto como se estivéssemos lá com o próprio. Importante lembrar que Thomas  patenteou a ideia do cinetoscópio em 1897. Essa câmera foi baseada em princípios fotográficos descobertos por pioneiros da fotografia como Nicephone Joseph Niepce e Louis Daguerre da França.

## Parcerias
O museu tem diversas parcerias como a Philips, OSRAM, museu de energia, Ge lighting, alem de ser reconhecido pelo Instituto brasileiro de museus (IBRAM), também tem o apoio de diversas organizações Casa do sol, adere, Apae, Injr, e Cenin.